# Сітдік-Муллино
Сітді́к-Му́ллино (рос. Ситдик-Муллино, башк. Ситдих-Мулла) — присілок у складі Аургазинського району Башкортостану, Росія. Входить до складу Кебячевської сільської ради.
Населення — 57 осіб (2010; 70 в 2002).
Національний склад:
- башкири — 93%